# Navid Afkari
Navid Afkari (en persan : نوید افکاری), né en 1993 et mort le 12 septembre 2020 dans une prison de Chiraz, est un lutteur iranien condamné à mort à la suite d'une manifestation antigouvernementale. Il avait auparavant remporté plusieurs titres nationaux dans sa discipline.

## Biographie
Navid Afkari est un lutteur spécialiste de lutte libre et de lutte gréco-romaine. Il a remporté plusieurs médailles lors de compétitions iraniennes et internationales dans ces disciplines.
Il est arrêté avec son frère Vahid Afkari à Chiraz le 17 septembre 2018. Ils sont poursuivis pour « faits de guerre contre l'État, corruption sur terre et formation d'un groupe anti-révolutionnaire » après avoir pris part à une manifestation antigouvernementale le 2 août 2018, au cours de laquelle un agent de sécurité a été poignardé. Leur frère Habib Afkari est arrêté trois mois plus tard avec les mêmes charges.
Plusieurs personnes ont témoigné de l’absence de Navid Afkari sur la scène du meurtre, mais Navid est condamné à mort le 2 septembre 2020, tandis que ses frères Vahid et Habib sont condamnés à 54 et 27 années de prison. Les trois sont également condamnés à 74 coups de fouet. Après la condamnation, la contestation émerge sur les réseaux sociaux, avec le hashtag #Navid_Afkari et la citation d'une phrase qu'il a prononcée depuis sa prison : « Ils cherchent un cou pour leurs cordes »,.
Navid Afkari a déposé une plainte le 13 septembre 2019, affirmant avoir été forcé à faire des aveux sous la torture, et lancé une procédure d’appel. La mère de Vahid affirme que lui aussi a été torturé par la police : « Ils l’ont tellement torturé qu’il a tenté de se suicider trois fois ».
Il est exécuté par pendaison le 12 septembre 2020 au matin, dans une prison de Chiraz,. Selon le procureur général de la province de Fars, Kazem Mousavi, la peine capitale a été appliquée « face à l'insistance de la famille de la victime ». L'avocat de Navid Afkari dément.

## Réactions

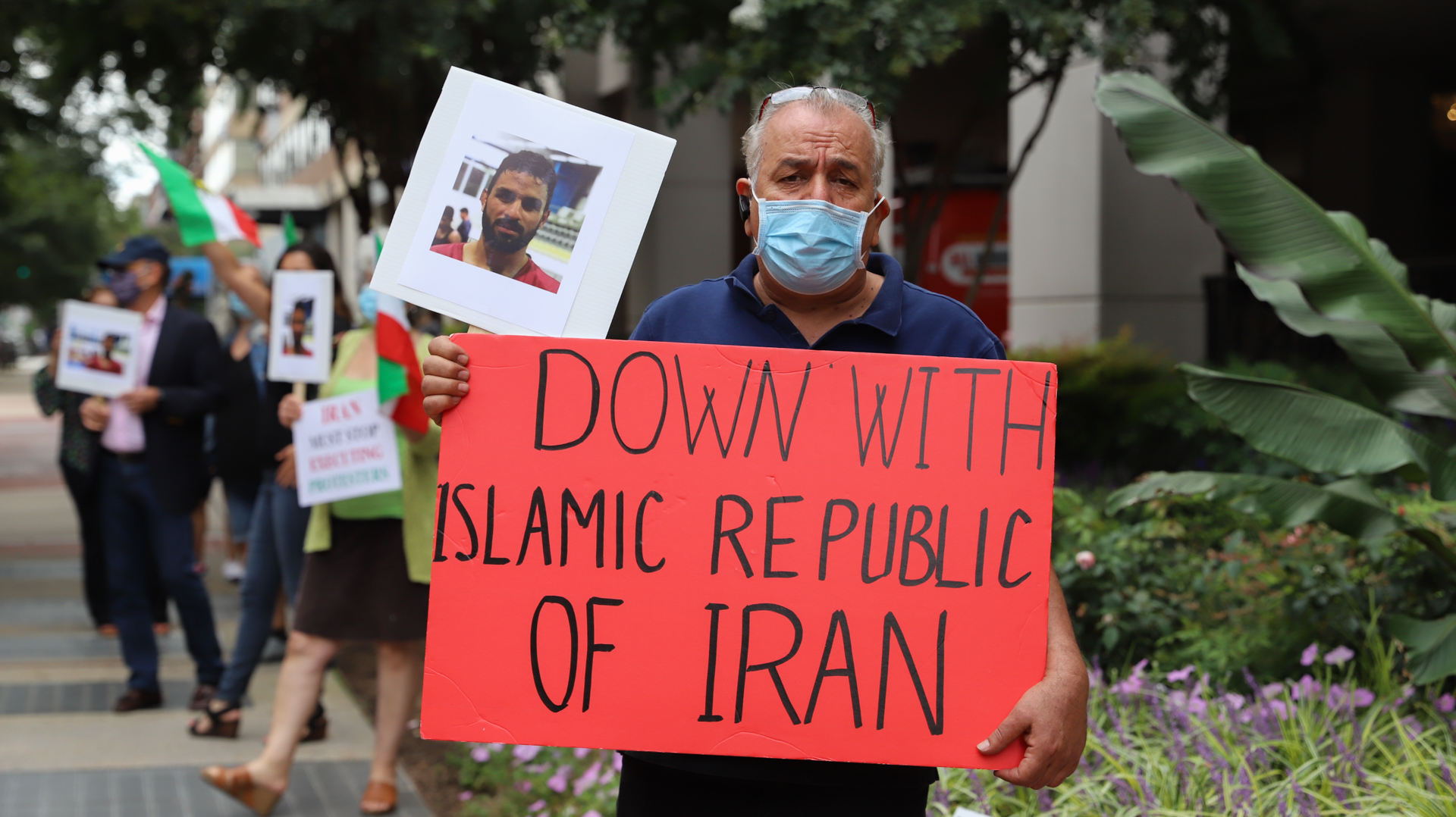
Manifestation, Washington, sept. 2020

Le Comité international olympique s'est déclaré « choqué » par l'exécution. Amnesty International a déclaré que Navid Afkari et son frère étaient « victimes du système judiciaire iranien déficient ». Le président américain Donald Trump s'était prononcé contre l'exécution du jeune homme,.